# Universidade de Fort Hare

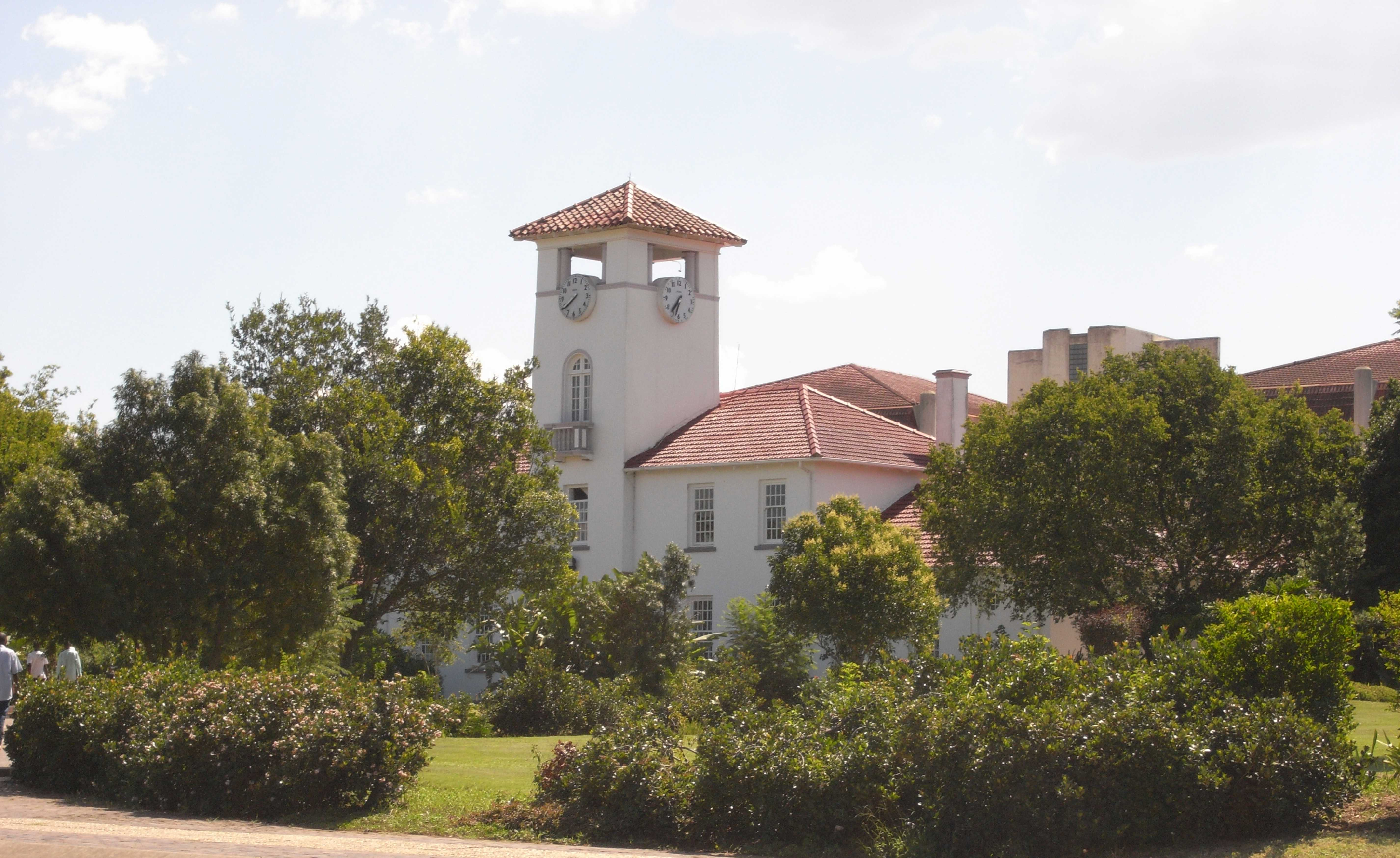
Um dos edificios da Universidade de Fort Hare.

A Universidade de Fort Hare é uma universidade pública em Alice, Cabo Oriental, África do Sul. É uma das mais antigas universidades sulafricanas, sendo fundada em 1916.
Diversos dos alunos de Fort Hare fizeram parte de movimentos de independência posteriores e dos governos dos países africanos recém-independentes, incluindo Nelson Mandela, Oliver Tambo, Govan Mbeki e Mangosuthu Buthelezi.
Após um período de declínio na década de 1990, o Professor Derrick Swarts foi nomeado vice-reitor com a tarefa de restabelecer bases sólidas para a Universidade. O programa lançado pelo Prof Swartz foi denominado "Plano Estratégico UFH 2000". Este plano foi concebido para lidar simultaneamente com a situação financeira da universidade e os padrões de qualidade acadêmica em  educação, ciência e agricultura, ciências sociais e humanidades, negócios e comércio e direito. 